# Thuốc thử hóa học

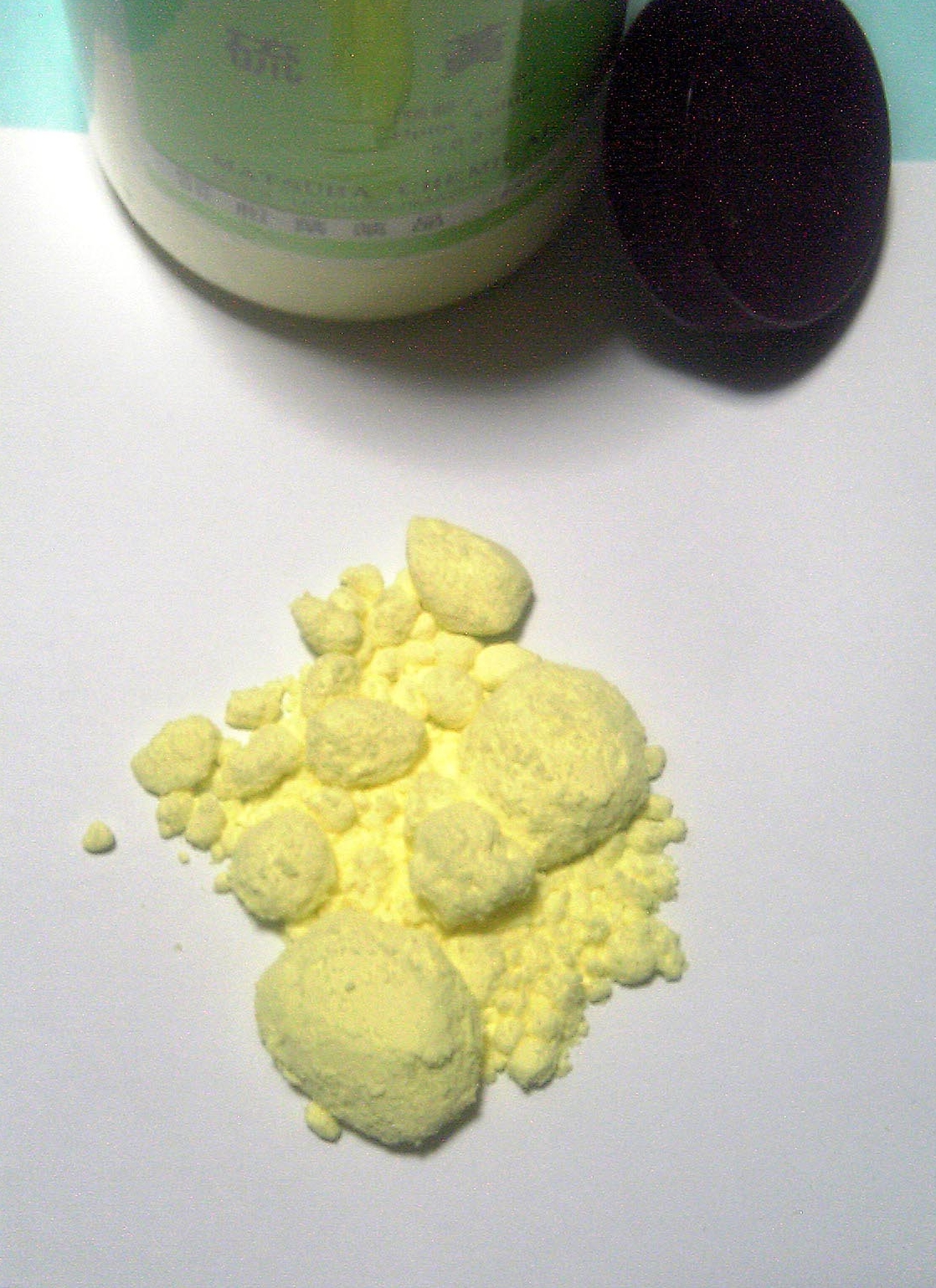
Thuốc thử hóa học, chẳng hạn như lưu huỳnh (trong hình), là nguyên liệu ban đầu được sử dụng trong các phản ứng hóa học.

Trong hóa học, thuốc thử hóa học là chất hoặc hợp chất được thêm vào hệ thống để gây ra phản ứng hóa học hoặc kiểm tra xem phản ứng đó có xảy ra hay không. Thuật ngữ chất phản ứng và thuốc thử hóa học thường được sử dụng thay thế cho nhau, nhưng chất phản ứng chỉ một chất được tiêu thụ trong quá trình sử dụng hóa chất phản ứng. Dung môi, mặc dù có liên quan đến cơ chế phản ứng, thường không được gọi là chất phản ứng. Tương tự, chất xúc tác không bị tiêu hao trong phản ứng nên chúng không phải là chất phản ứng. Trong hóa sinh, đặc biệt là liên quan đến các phản ứng được xúc tác enzym, các chất phản ứng thường được gọi là cơ chất.

## Định nghĩa

### Hóa hữu cơ
Trong hóa học hữu cơ, thuật ngữ "thuốc thử hóa học" biểu thị một thành phần hóa học (một hợp chất hoặc hỗn hợp, điển hình là các phân tử hữu cơ vô cơ hoặc nhỏ) được đưa vào để tạo ra sự biến đổi mong muốn của một chất hữu cơ. Các ví dụ bao gồm thuốc thử Collins, thuốc thử Fenton và thuốc thử Grignard.

### Hóa phân tích
Trong hóa học phân tích, thuốc thử hóa học là hợp chất hoặc hỗn hợp được sử dụng để phát hiện sự có mặt hay vắng mặt của chất khác, ví dụ: bằng cách thay đổi màu sắc hoặc để đo nồng độ của một chất, ví dụ: bằng đo màu. Ví dụ bao gồm thuốc thử Fehling, thuốc thử Millon và thuốc thử Tollens.

## Chế phẩm thương mại hoặc phòng thí nghiệm
Trong các chế phẩm thương mại hoặc trong phòng thí nghiệm, cấp thuốc thử chỉ định chất hóa học đáp ứng tiêu chuẩn của độ tinh khiết đảm bảo độ chính xác và độ tin cậy về mặt khoa học của phân tích hóa học, phản ứng hóa học hoặc thử nghiệm vật lý. Tiêu chuẩn về độ tinh khiết của thuốc thử được đặt ra bởi các tổ chức như ASTM International hoặc American Chemical Society. Ví dụ, nước chất lượng thuốc thử phải có hàm lượng tạp chất rất thấp như ion natri và clorua, silica và vi khuẩn, cũng như điện trở suất rất cao. Các sản phẩm trong phòng thí nghiệm ít tinh khiết hơn nhưng vẫn hữu ích và tiết kiệm cho công việc đơn giản, có thể được chỉ định là cấp độ kỹ thuật, thực tế hoặc thô để phân biệt chúng với các phiên bản thuốc thử.

## Sinh học
Trong lĩnh vực sinh học, cuộc cách mạng công nghệ sinh học vào những năm 1980 phát triển từ sự phát triển của thuốc thử hóa học có thể được sử dụng để xác định và điều khiển các chất hóa học bên trong và bên ngoài tế bào. Những thuốc thử này bao gồm kháng thể (đa dòng và đơn dòng), oligomer, tất cả các loại sinh vật mô hình và dòng tế bào bất tử, thuốc thử hóa học và phương pháp nhân bản phân tử và sao chép DNA, cùng nhiều loại khác.